# Макдоноу, Денис
Де́нис Ри́чард Макдо́ноу (англ. Denis Richard McDonough; род. 2 декабря 1969, Стиллуотер, Миннесота, США) — американский политик-демократ.министр по делам ветеранов США в администрации Джо Байдена (2021—2025). Глава аппарата Белого дома (2013—2017), а ранее заместитель советника президента США по национальной безопасности (2010—2013).

## Биография

### Ранние годы, семья и образование
Родился 2 декабря 1969 года в Стиллуотере (Миннесота, США). Один из 11 детей в набожной католической семье Уильяма Джозефа Макдоноу и Кэтлин Марии О’Махони.
В 1992 году окончил Университет Святого Иоанна в Колледжвилле со степенью бакалавра наук «с наибольшим почётом» в области истории и испанского языка. После этого много путешествовал по Латинской Америке и преподавал в средней школе в Белизе.
В 1996 году получил степень магистра наук в Джорджтаунском университете.

### Карьера

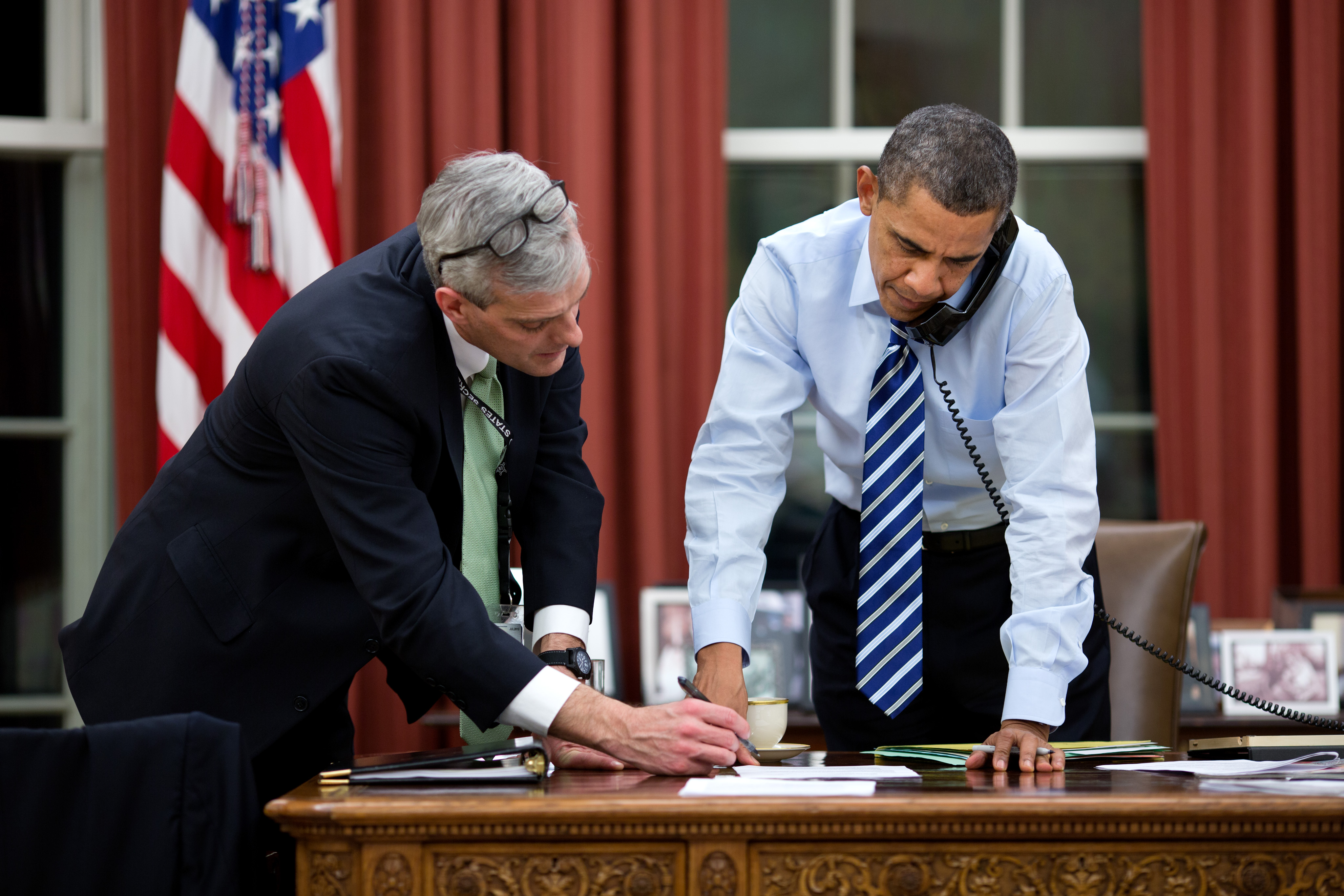
Барак Обама и Денис Макдоноу в Овальном кабинете (2013)

В 1996—1999 годах работал помощником в комитете Палаты представителей по иностранным делам, занимаясь вопросами по Латинской Америки. Затем служил старшим советником по внешней политике сенатора Тома Дэшла, после поражения которого в выборах 2004 года занял пост руководителя по вопросам законодательства в администрации новоизбранного сенатора Кена Салазара. Позднее в этом же году работал старшим сотрудником в Центре американского прогресса.
В 2007 году морской резервист Марк Липперт, занимавший должность главного советника сенатора Барака Обамы по внешней политике, был призван на активную военную службу, а его пост занял Макдоноу. Он продолжал оставаться в этой должности и в период президентской кампании Обамы в 2008 году.

#### Кабинет Барака Обамы
В 2008 году, после победы Обамы на президентских выборах, Макдоноу вошёл в состав его администрации в качестве главы по стратегическим коммуникациям в Совете национальной безопасности (СНБ) США. Он также являлся начальником канцелярии СНБ.
В 2010—2013 годах — заместитель советника президента США по национальной безопасности.
В 2013—2017 годах, в период второго президентского срока Барака Обамы, — глава аппарата Белого дома.

#### Возвращение к частной жизни
В 2017 году Макдоноу перешел в Фонд Маркла, некоммерческую организацию, целью которой является «преобразование устаревшего американского рынка труда с учетом потребностей цифровой экономики», расширение возможностей трудоустройства и профессиональной подготовки американцев.

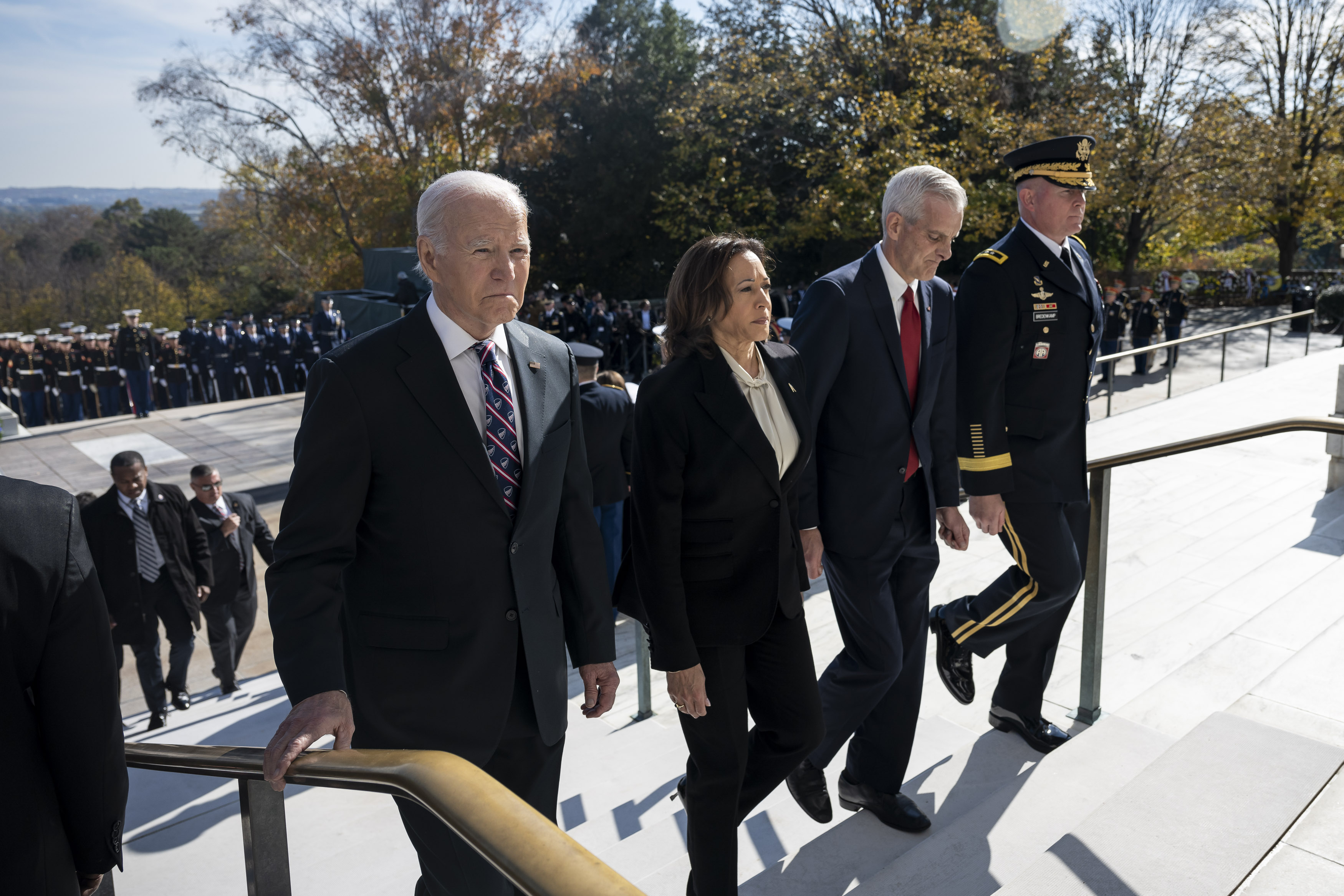
Президент Джо Байден, вице-президент Камала Харрис и Макдоноу. Арлингтонское национальное кладбище, 2023

В качестве старшего директора он работал над развитием организации по всей стране и расширением ее работы с правительствами, такими как штат Колорадо, государственными учреждениями, такими как Университет штата Аризона, и частными компаниями, такими как LinkedIn.
Макдоноу является профессором практики в Школе глобальных отношений Keough при Университете Нотр-Дам и приглашенным старшим научным сотрудником в программе Фонда Карнеги «Технологии и международные отношения».

#### Кабинет Джо Байдена
После победы Джо Байдена на президентских выборах 2020 года был предложен на должность министра по делам ветеранов. 8 февраля 2021 года Сенат США утвердил Макдоноу в должности, его кандидатуру поддержали 87 сенаторов, против голосовали семеро.